# 肩峰撞击综合征
肩峰撞击综合征，或称肩峰下撞击综合征、肩关节撞击综合征，是一种涉及肩袖肌群肌腱病變的综合征，可能会导致肩部疼痛、无力甚至丧失活动能力。 

## 表现
它最常见的症状是肩部的疼痛、无力、活动能力丧失。若原因是外伤，疼痛可能是急性的；骨关节炎骨刺等病变则反之。其造成的疼痛是一种钝痛，不尖锐。它长时间持续，有可能令人失眠。其他症状可能包括肩部运动时的磨擦感或弹响。
患者肩部的活动范围可能会因疼痛而受限。手臂抬高60°到120°的范围内，都可能会出现疼痛弧。在肩峰处施加向下的外力时也会出现疼痛，但一旦压力移除疼痛就会减轻。

## 成因
造成肩峰撞击综合征的直接原因可能是肱骨大结节反复撞击喙肩弓而导致肩峰下滑囊发炎，或者肩袖组织的退变或撕裂。
它时常因健身引起，是最常见的肩部运动损伤，2022年国家体育总局运动医学研究所研究显示，临床门诊中所有肩痛主诉的44%-65%都是肩峰撞击综合征。

## 治疗
严重的肩峰撞击综合征需要手术介入，肩峰成形术、肩关节镜治疗是比较常见的肩峰撞击综合征治疗办法。通过肩胛骨肌群康复训练也可治疗肩峰撞击综合征，例如运动时使用肌效贴就能有效缓解疼痛。肩峰撞击综合征出现早期进行保守治疗，症状有较大概率减轻甚至消失。